# Akker (vlaktemaat)
De akker is een oude vlaktemaat in Suriname (4.294 m²).
Een akker is gelijk aan 10 vierkante ketting.  
De in Suriname gehanteerde ketting is groot 66 Rijnlandse voet ofwel 20,72 meter. 
Een akker is dus gelijk aan 4.294 vierkante meter, afgerond 0,43 hectare.
N.B.: Een akker wijkt enigszins af van de acre, een Franse en Angelsaksische vlaktemaat.